# 三宅裕司のえびぞり巨匠天国
『三宅裕司のえびぞり巨匠天国』（みやけゆうじのえびぞりきょしょうてんごく）は、TBS他で放送された深夜番組『平成名物TV』の1コーナー。通称「エビ天」。
『三宅裕司のいかすバンド天国』（イカ天）の後番組として、1991年1月12日から同年9月28日まで毎週土曜 24:40 - 27:00に放送。司会はイカ天から引き続き三宅裕司が、アシスタントは福島弓子が担当。

## 概要
タイトルとなった「えびぞり」は映像・美学・造形・理念の頭文字を取ったもの。
毎回10人のアマチュア監督が出場し、彼らの製作した3分程度の自主制作映像をアイディア、インパクト、コンセプト、テクニック、パッションの5つのポイントで6人の審査員が評価。その結果をもとに審査が行われ、番組終盤で銀、銅の各メダルと副賞が授与された。
初登場で審査員の高評価を獲得すると「銀監督」となり、そうでない場合には「銅監督」となる。銀監督には銀監督チェアと、副賞として編集機材が贈られた。また、銅監督であっても見所があると判断された出場者には「特別奨励賞」が授与された。
各ポイントのパーフェクトにはパーフェクト賞があり、メガホンが贈られた。また、番組開始後に設定された逆パーフェクト（審査員からいかなる部門でも全く評価されない）を取ると、三宅のポケットマネーから賞金2万円が出た。
三宅の所属するアミューズが番組制作に携わった。

## 審査システム
銀監督を獲得した出場者は、2回目の出場時（初登場で銅監督の場合、銀監督になった次の回）には「金監督」にチャレンジすることになる。この2回目のチャレンジで3人以上の審査員から金監督の札が上がると「金監督」に昇格する。審査はかなり厳しめではあったが、金監督は第17回で昇格の藪下秀樹（後に映画監督）、第26回で昇格の墨岡雅聡、以下8人が誕生した。
金監督になると、次は「巨匠」にチャレンジすることになる。4人以上の審査員から巨匠の札が上がると巨匠に昇格する。巨匠になるとTBSのプロデュースによって商業映画一本の製作が約束されるというコンセプトであった。結局、巨匠は誕生しなかった。

### 金監督になった出場者と作品
- 墨岡雅聡「しあわせのうた」
- 山本光「ハエの産卵」
- 佐藤義尚「PAPERS」 - この映像作品は、発表後に音楽をBLANKEY JET CITY演奏の「禿山の一夜」に変更して毎日新聞のテレビCMに起用されている。
- 依田浩一「沈没の艦隊II」
- 藪下秀樹「春のめざめ」
- 小口詩子「バラ科たんぽぽ〜蕾編〜汚れた血」
- 岩崎友彦「忠実な犬」
- 前川衛「仮面ライダーV3〜華麗なるSay Good bye〜」

※太字は巨匠挑戦者。
金監督に昇格すると、スタジオ壁面の上段に名前と作品名を記した名札が飾られる。巨匠挑戦者、金監督挑戦者が出場する週には番組冒頭、および当人の登場の際にこの名札がアップで映し出されて三宅のトークが入り、視聴者の期待を煽った。
藪下秀樹の巨匠チャレンジ二回目には、「藪下秀樹監督栄光の軌跡」と題して過去の作品をまとめたダイジェスト映像を紹介するコーナーも制作・放送された。岩崎友彦の巨匠チャレンジの際にも同様のコーナーが設けられた。

## えび天から有名になった作家・作品
藪下秀樹
「えび天の名物監督」の称号を持つ。出場回数は最多。体を張った芸を披露し、そのスタイルは審査員から「藪下監督らしい狂気」と評価された。宝島社の編集者でもあり、『VOW』シリーズをはじめ数々の書籍の編集に携わった。後に商業作品も手がけ、ビデオ作品『世紀末ヤブシタワールド ビデオは笑ふ』がTAG社から発売されている。
墨岡雅聡
1991年7月20日放送「えび天サマージャンボリー」では、視聴者の人気投票によって決定する「エビゾリー賞」に「前向きで行こう」が選ばれている。えび天終了後も映像製作を続けていたが、夭折した。
安原伸
「国防挺身隊 第1話 挺身隊出撃」で初登場。「第2話 超巨大要塞を撃て!」で銀監督獲得。『国防挺身隊』は後にDVD化されて発売されている。
なにわ天閣
関西自主映画界の雄。「四大怪獣・南海の大決闘」では、全裸の男性4人が浴室で格闘するという凄まじい映像を展開し、三宅から「モザイク入れるの大変だったんだぞ!」と注意された。
斎藤久志
サイバーニュウニュウの音楽を使用した「キリコ」という痴情の果ての男女を描いた極めてグロテスクな作品を出品した。後に『カオス』の脚本、『いたいふたり』の監督などを手がける。
野火明
「ゾンビスープ」を出品。他のコンテストで『ダイアモンドの月』という作品がツイ・ハークにも好評で、『シークレット・ワルツ』でプロデビューを果たしている。
熊切和嘉
　出品作品は不詳。現在も活動を続けている。
平山夢明
「ペキンパーの男」で銀監督。その後、『ダブルナイト』などを発表。
保田克史
第10回・1991年3月の放送で「パルサー (PULSAR)」（1990年）を発表。その後、NHKの『プチプチ・アニメ』で1994年から放送中の『ロボットパルタ』でアニメーションを担当している。

## 主な作品
第1回
「きつねうどん」
栄光ある第1回エントリーナンバー1番。他局の番組で発表済みの作品。
「竹下パフォーマンス 秘芸 水戸黄門」
第1回エントリーナンバー4番。番組最初の銀監督作品。ただし、番組スポンサーにビクターがついていたため、冒頭の「♪あっかるーいナショナール〜」という部分はカットして放送された。
「POM DOM」
第1回エントリーナンバー5番。番組2人目の銀監督となる。
「蟹とミュージシャン」
第1回エントリーナンバー8番。監督した岩崎友彦本人が蟹の着ぐるみを着用し、出演している。ラストシーンで蟹は殺され、そのラストに評価は割れた。結果は銅監督。
第2回
「ばくはつ五朗」
第2回エントリーナンバー2番。『ばくはつ五郎』のオープニング曲をバックに、主人公が視聴者に向かって挨拶した後、画面後方に走っていき、そのまま爆発するというそれだけの内容。自主映画イベントや他局の番組で発表済みの作品。最初のテレビ放送ではタイトルが差し替えられ、主題歌もカットされていたが、本番組で完全版が公開された。番組放送当時はあまり評価されなかったが、後に単発ギャグ映像作品において作家や審査員がこの作品を基準にするような発言がされるようになる。また、本作のパロディ作品も現れた。
「サンドイッチ航路」
第2回エントリーナンバー4番。銀監督作品。
「CF ドンドンパンパン」
第2回エントリーナンバー8番。ドンパン節に合わせて登場人物がパンを食べる（コマ落としで口の中にパンが吸い込まれる）内容。
第3回
「必殺仕事人」
銀監督。
「ROY0HER」
銀監督。
「ゴジラ」
「農耕士コンバイン」
第3回エントリーナンバー10番。銀監督。『聖戦士ダンバイン』のパロディ。秋田大学アニメ研究会が学園祭で製作した作品。
第4回
審査員 大林宣彦、ブルース・オズボーン、武藤起一、キース・ホールマン、高城剛、西村知美
「家族の衝動」
「GC、宇宙人にさらわれる」
「かえるのかいぼう」
第5回
審査員 武藤起一、キース・ホールマン、高城剛、ブルース・オズボーン、岡部まり、永井豪
「寝ぼすけ亭主」
「仮面ライダーV3〜華麗なる勇士たち〜」
第5回エントリーナンバー2番。前川衛監督作。
「しゅーくりいむ」
「ミッチャンをさがせクイズ」
銀監督。
第6回
審査員 大林宣彦、ブルース・オズボーン、武藤起一、キャプテン・ジョージ、椎名桂子、高城剛、松永麗子
「顔」
銀監督。
「善光&亜希子『結婚物語』」
「EDEN」
「ミラクル☆スター」
「FUSAKO」
銀監督。
「ペキンパーの男」
銀監督。
「また明日」
銀監督。
第7回 91.02.24
「新まえばしの水」
「やっぱり温泉っていいな」
「科学情報ウドン・スパゲティ」
第7回エントリーナンバー3番。銀監督。
「正義の戦士ジャスティスマン」
第7回エントリーナンバー4番。後に続編が作られた。
「ジャスティスマン」
「日没」
番組初の逆パーフェクト達成作品。ただし、この作品発表当時は逆パーフェクトルールは設定されていなかったため、賞金は獲得していない。
「砂のサメ」
「ストリートシーン」
「必殺」
「空の色」
「PROWLER」
「だいじょぶだ」
「DEUCH」
「少年の時間」
第8回
審査員 市川森一、キース・ホールマン、石山亮、デーブ・スペクター、高城剛、石田ひかり
「映画はつらいよ」
「ギョーザつくる母」
「DREAM ANGEL ジェニーV」
「POWER」
銀監督。
「見えたぞ!UFO」
銀監督。
「セシウム スパゲティ」
第8回エントリーナンバー10番。銀監督。
第9回
「サラリーマン」
銀監督。
「おおきに」
銀監督。
第10回
審査員 大林宣彦、鴨下信一、武藤起一、デーブ・スペクター、高城剛、深津絵里
「夜道」
「トラブル」
「NA-GO」
「パルサー」
第10回エントリーナンバー8番。銀監督。四角い粘土のような物が色々な形になったりする。NHKで放送される『ロボットパルタ』のモデルになった。
第11回 91.03.24
審査員 高橋伴明、武藤起一、キース・ホールマン、林美雄、高城剛、宮崎萬純
「GANGA-GAN」
銀監督。
「シャンプー仮面」
「怪蛙無情ノ剣」
「TOYBOX」
「体をきたえよう」
第11回エントリーナンバー5番。銀監督。藪下秀樹監督作。
「いかす映画天国」
「風」
「さかりの日」
「風竜」
「BAKU」
第12回 91.03.31
「沈没の艦隊」
第12回エントリーナンバー1番。銀監督。依田浩一監督作。のち続編が金監督受賞作となった。
「GATAKONスペシャル」
「せつない二人」
「THE FIGHT」
銀監督。
「夏の日の邂后」
「THE HORIZONTAL BAR」
銀監督。
「WALKER」
銀監督。
「料理」
「小さな楽園」
「Tired Night」
第13回 91.04.07
審査員 増田久雄、武藤起一、キース・ホールマン、ハリー・ランバート、高城剛、西村知美
「サイクロンD」
「CAT'S CRADLE」
「TIME」
「LOVE SEXY」
「屋上」
「前向きで行こう」
銀監督。墨岡雅聡監督作。
「デジタルクンVSアナログクン」
「WHITE LIGHT WHITE HEAT」
「イ-401」
「もう一人の自分」
「料理」
第14回 91.04.14
「国防挺身隊」
第14回エントリーナンバー1番。安原伸の代表作である同シリーズの第一話。右翼パロディものと呼ばれる一群の安原作品の中でも最も知名度が高い。第4話まで製作された。
「ジャイアント馬場対メカG馬場」
「回転寿司」
「ライスゲーム」
「THE Fountain」
銀監督。
「イルカの日」
「怒る」
「イグアノドン」
「こてこてこいくち」
「ちちんぷいぷい」
第15回
詳細不明。
第16回
「ゾンビスープ」
第16回エントリーナンバー2番。銀監督。
第17回
審査員 大林宣彦、武藤起一、キース・ホールマン、デーブ・スペクター、高城剛、中嶋朋子
「Getting Heat」
銀監督。
「11PPM」
「彼らが街にやってくる」
銀監督。
第18回
詳細不明。
第19回
「沈没の艦隊II」
金監督。依田浩一監督作。
「IT'S HARD TO BE A SAINT IN THE CITY」
銀監督。
「枕」
銀監督。
第20回
審査員 大林宣彦、武藤起一、キース・ホールマン、奥平イラ、高城剛、石川さゆり
「グンゼ・YG」
「竹林幻想」
「仮面ライダーV3〜華麗なるHappy Birthday〜」
第20回エントリーナンバー3番。銀監督。前川衛監督作。前川の『仮面ライダーV3』シリーズ第2作。
第21回
詳細不明。
第22回
「今年こそ純!!」
銀監督。
「小口詩子のおでかけ日記〜帰宅編〜」
銀監督。小口詩子監督作。
第23回
※えび天サマージャンボリーノミネート作品集
痛快活劇大賞
「竹下パフォーマンス 秘芸 水戸黄門」
奇想驚天大賞
「ばくはつ五朗」
「ゴジラ」
「農耕士コンバイン」
平成浪漫大賞
「サンドイッチ航路」

第24回
審査員 市川森一、武藤起一、金田龍、ハリー・ランバート、奥平イラ、立花理佐
「ママンドー(予告篇)」
「the Times」
「THE NIGHT」
第25回
「ハエの産卵」
第25回エントリーナンバー6番。金監督受賞作品。山本光監督作。
「昼も夜も」
銀監督。
第26回
審査員 市川森一、武藤起一、大鶴義丹、山崎博子、ブラザー・コーン、生稲晃子
「ビデオショッピング」
「団時朗」
「翼 TSUBASA」
第27回
1991 えび天サマージャンボリー(1991年7月14日(日)にTBSホールで開催された)
第28回
「踊ろうよ♪こっくりさん」藪下秀樹監督
「愛人物語「大勝利!!愛のカレーライス」の巻」
「五つの指の庭」
「或阿呆（あるあほう）の話」
「DIGITAL TARGET」
「四大怪獣・南海の大決闘」なにわ天閣監督
「ある日のNEWS」
「追想」
第29回
「GIG」
銀監督。
「手紙」
銀監督。
第30回
審査員 大林宣彦、武藤起一、ハリー・ランバート、大橋美加、高城剛、皆口裕子
「公園一家」
「パロッタ．」
「待の手の中で」
第31回
詳細不明。
第32回
「ばったのバッちゃん」
第32回エントリーナンバー4番。公道上に出てきたバッタを人間が観察する内容。ラストシーンでバッタは人間に踏み潰され、踏み躙られる。このラストには一応「寸前にダミーと摩り替えられており、バッタは無事」との説明がされたが、三宅は露骨に嫌な顔をしていた。銅監督。
「忠実な犬」
第32回エントリーナンバー6番。岩崎友彦監督作。金監督受賞作。この岩崎の金昇格に刺激され、ライバルである藪下秀樹は第33回に巨匠挑戦作を出展した。

第33回
「まちぼうけ」
第33回トップ（巨匠挑戦）。藪下秀樹の最終作品。デートを題材にしたサイレント。藪下はこの作品撮影のため頭を剃りスキンヘッドになった。音楽が非常に軽快かつやかましい。藪下演じる主役の男は作中で頭を剃り、赤いスプレーで頭を染めて過激派に連行されるなどのドタバタを演じた末、ラストで見事略奪愛を成就させる。「藪下監督らしい狂気が足りない」と評され巨匠昇格はならず。
「TarzanBoy "WHO?"」
第33回エントリーナンバー1番。松宮生世子監督作。出来の悪さをなじられた学生が野生児に変身し、教師を倒した後、街に出て暴れるという内容。特別奨励賞、銅監督。
「国防挺身隊 第二話 巨大要塞を撃て」
第33回エントリーナンバー2番。安原伸監督作。国防挺身隊の続編。安原は挺身隊役の俳優二人を引き連れて登場し、銀監督受賞が決まった時にはこの二人が万歳三唱した。オリジナルフィルムは安原曰く「電車の中で置き引きに合って」放送当時すでに失われており、VHSテープにコピーされたものが出展された。
犬好き
細谷卓雄監督作。第33回エントリーナンバー3番。人間が動物に対して取ってしまう意味不明な態度を題材に、ペットショップで奇行に走る男を描いたアニメーション作品。審査員の共感を勝ち得、銀監督を獲得した。
「待てば…」
第33回エントリーナンバー4番。ロバート・レッド・ベア監督作。本人が主演俳優を務めた。主演のベアが女性にじらされ続けるという内容。ラストでベアは「マテバ マツホド オイシイ」の言葉を残して骨になってしまう。銀監督。
THE ARTIFICIAL NATURE OR A HEN 人工自然か、それとも一羽の鶏か
第33回エントリーナンバー5番。丹下監督作。タイトル通り、鶏は非常に細密に作られていた。銀監督。
「後ろの正面」
第33回エントリーナンバー6番。缶けりと死者との再会を描いた一品。缶を蹴るたびに縁故の深い死者が現れ最後に感動のラストに持っていく作りは名作と呼ばれる。数ある銅監督作品の中でも、限りなく銀監督作品に近い作品との評価が高く、放送当時も銀監督を確実視されていたが、結果は銅監督に終わった。
さかな
長谷川昇監督作。第33回エントリーナンバー7番。製作者自作の歌に乗って若者の怠惰な日常が描写されるという内容。長谷川はこの回再登場であったが、登場時の卑猥な自己アピールが災いしたか市川新一に「大っ嫌い!」と一蹴され、銅監督に終わる。
第34回 91.08.08
「ふたりぐらし」
「俺がダミーだ」
「バラバラ」
「てるてるBOX」
「日々平安」
「おはようJT博士」
第34回エントリーナンバー6番。喜多祥一監督作。金監督挑戦作だったが、挑戦は失敗に終わった。
「FACE PARTS」
第34回エントリーナンバー7番。INNER EFFEC監督作。金監督挑戦作だったが、挑戦は失敗に終わった。
「KAI」
「気になる」
「WE HAVE AEVEN」
第35回
「0069 Mission; "I miss you"」
第35回トップ（巨匠挑戦）。岩崎友彦の最終作品。ストーリーと設定に注文が付き、巨匠昇格はならず。
「よくわかる科学」
第35回エントリーナンバー2番。監督は中学校の理科教師である。
「BLAZE OF VAN -炎の最前線-」
第35回エントリーナンバー8番。火災の現場で窮地に陥った消防士2人の会話を描いた作品。審査員の好評を勝ち得、「すでに二流のプロの実力がある」と言わしめた。
「BURST-TV」
銀監督。
第36回 09.09.22
審査員 市川森一、武藤起一、キース・ホールマン、ハリー・ランバート、高城剛、林美雄
「PRO-ARM」
「アポロ」
「冬物語」
「サルカニ合戦」
「キリコ」
「ワルツ」
「仮面ライダーV3〜華麗なるSay Good bye〜」
前川衛による『仮面ライダーV3』シリーズ第3作。金監督受賞作品。心温まる感動作。
「FROM A PICTURE」
「etude」
「KILL ME」
第37回(最終回)
ゲスト 奥平イラ、ハリー・ランバート、キース・ホールマン、武藤起一、市川森一、デーブ・スペクター、高城剛、石山亮
出演監督へのアンケートを元に討論形式で進行。

## 主な審査員
- 市川森一
- 高城剛
- 大林宣彦
- 大島渚
- 永井豪
- 武藤起一
- 石山亮
- 鴨下信一
- 高橋伴明
- 森重晃
- 大鶴義丹 - 登場は末期のみ。
- 椎名桂子
- グーフィー森 - イカ天から引き続き登場。登場は初期のみ。
- デーブ・スペクター
- キース・ホールマン
- ハリー・ランバート - 当時練馬区に在住していた。
- スクリーミング・マッド・ジョージ

審査員は固定ではない。審査員6名のうち1人はゲスト審査員枠であり、相原勇やプロレスラーの大仁田厚、小川範子、林美雄、竹中直人などがゲスト審査員として出演した。

## 備考
番組で発表された映像作品の一部は、現在では作者本人の手によってYouTubeなどの動画共有サイトに投稿されているものもある。これらのサイトに新作を投稿している出場者もいる。
園子温が出演したこともある。